# (300110) 2006 UX321
(300110) 2006 UX321 es un asteroide perteneciente al cinturón de asteroides, descubierto el 25 de octubre de 2006 por el equipo del Siding Spring Survey desde el Observatorio de Siding Spring, Nueva Gales del Sur, Australia.

## Designación y nombre
Designado provisionalmente como 2006 UX321.

## Características orbitales
2006 UX321 está situado a una distancia media del Sol de 3,096 ua, pudiendo alejarse hasta 3,893 ua y acercarse hasta 2,298 ua. Su excentricidad es 0,257 y la inclinación orbital 19,92 grados. Emplea 1989,84 días en completar una órbita alrededor del Sol.

## Características físicas
La magnitud absoluta de 2006 UX321 es 15,4.